# La legge di Robin Hood
La legge di Robin Hood (Rimfire) è un film del 1949 diretto da B. Reeves Eason.
È un western statunitense con James Millican, Mary Beth Hughes e Reed Hadley.

## Produzione
Il film, diretto da B. Reeves Eason su una sceneggiatura di Ron Ormond, Arthur St. Clairem, Frank Wisbar, fu prodotto dallo stesso Ormond per la Screen Guild Productions e girato da metà dicembre a fine dicembre 1948. Il brano della colonna sonora Stagger Lee fu composto da Harold Logan e Lloyd Price. Il film doveva originariamente essere diretto da Ford Beebe che dovette rinunciare per motivi di salute.

## Distribuzione
Il film fu distribuito con il titolo Rimfire negli Stati Uniti dal 25 marzo 1949 al cinema dalla Screen Guild Productions.
Altre distribuzioni:
- nelle Filippine il 26 marzo 1952
- in Germania Ovest il 24 ottobre 1952 (Der Geisterschütze)
- in Austria nell'aprile del 1954 (Der Geisterschütze)
- in Italia (La legge di Robin Hood)

## Promozione
La tagline è: Every Man's Back Was A Target For His VENGEANCE!.